# Creveney
Creveney är en kommun i departementet Haute-Saône i regionen Bourgogne-Franche-Comté i östra Frankrike. Kommunen ligger i kantonen Saulx som tillhör arrondissementet Lure. År 2022 hade Creveney 52 invånare.

## Befolkningsutveckling
Antalet invånare i kommunen Creveney
| Referens: INSEE |